# Перепис населення Румунії (1930)

Велика Румунія. 1918—1940

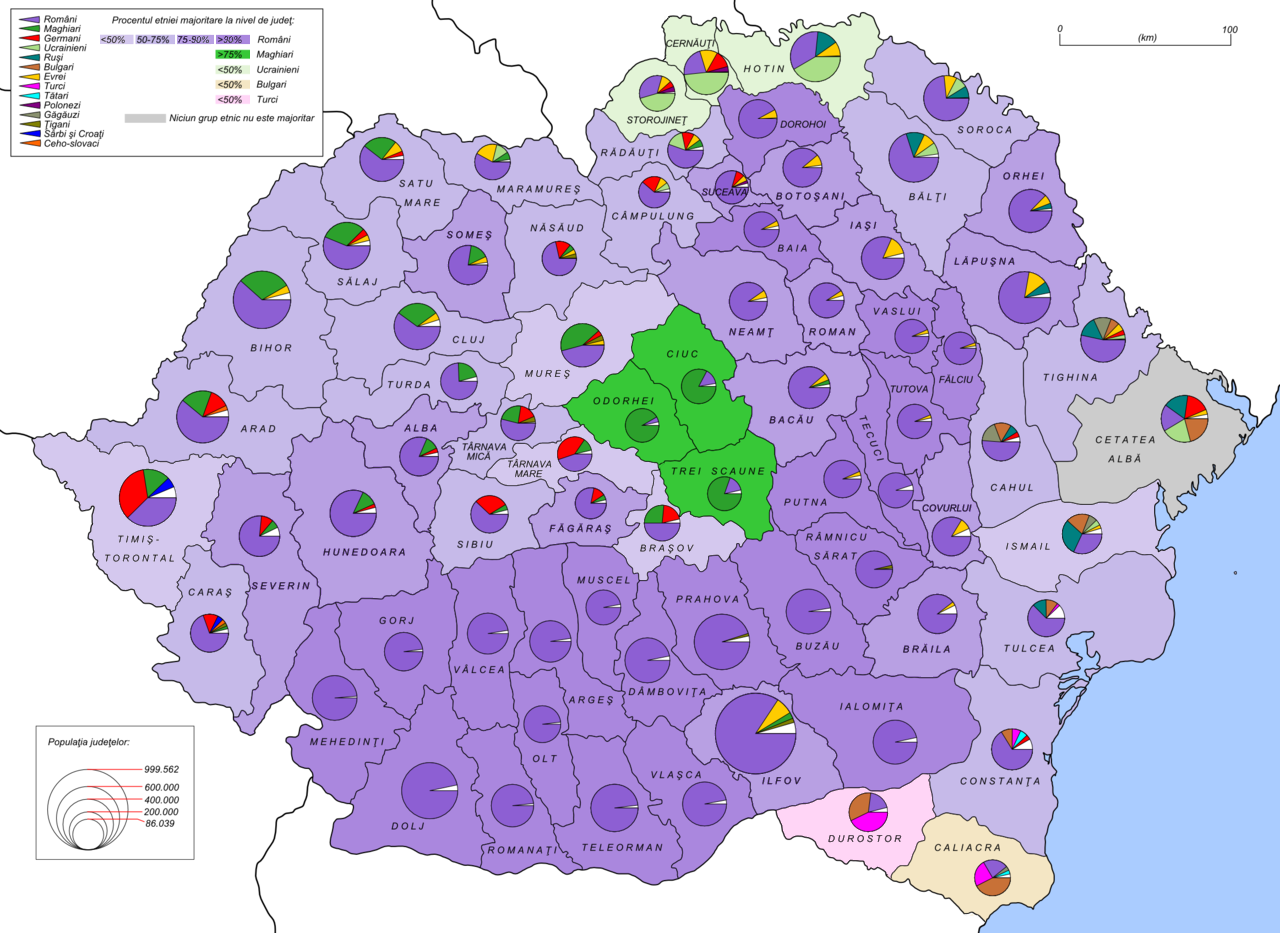
Етнічна карта Румунії у 1930 році

Перепис населення 1930 року — перший перепис населення Румунії після окупації Бессарабії й Буковини та приєднання Трансильванії. Перепис відбувся 29 грудня 1930 року. Для перепису населення країну поділили на 9 частин, які відповідають кордонам історичних областей Румунії.

## Результати перепису
За результатами перепису загальна чисельність населення склала 18 057 028 осіб.

### Національний склад населення
Національний склад населення за результатами перепису:
- Румуни  — 12 981 324 особи (71,89 %)
- Угорці — 1 425 507 осіб (7,89 %)
- Німці — 745 421 особа (4,13 %)
- Євреї — 728 115 осіб (4,03 %)
- Українці — 582 815 осіб (3,22 %)
- Росіяни — 409 150 осіб (2,26 %)
- Болгари — 366 384 осіб (2,03 %)
- Цигани — 262 501 особа (1,45 %)
- Турки — 154 772 осіб (0,86 %)
- Серби, хорвати та словенці — 51 062 осіб (0,28 %)
- Поляки — 48  310 осіб (0,27 %)
- Греки — 26 425 осіб (0,14 %)

### Найбільші міста
Найбільші міста за кількістю населення:
- Бухарест — 570 881 особа
- Кишинів — 114 896 осіб
- Чернівці — 112 427 осіб
- Ясси — 102 872 осіб
- Клуж — 100 844 осіб
- Галац — 100 611 осіб
- Тімішоара — 91 580 осіб